# قانون اساسی نپال
قانون اساسی نپال (به نپالی: नेपालको संविधान २०७२) قانون اساسی فعلی کشور نپال می‌باشد. نپال بر اساس این قانون که در ۲۰ سپتامبر ۲۰۱۵ اجرا شد، قانون اساسی قبلی خود که در سال ۲۰۰۷ میلادی تصویب شده‌بود را جایگزین کرد. این قانون اساسی شامل ۳۵ بخش، ۳۰۸ بند و ۹ بند ضمیمه است.
بنیادهای این قانون در سال‌های ۲۰۱۷ و ۲۰۱۸ میلادی بوسیلهٔ یک سری انتخابات مستقیم و غیرمستقیم در تمامی سطوح دولتی نوشته شده‌است. این قانون اساسی جدید از سوی بسیاری از رسانه‌ها جدال‌آمیز، همراه با ستیز و مباحثه‌ای نامیده شده‌است.

## بخش‌های قانون اساسی
این قانون اساسی دارای ۳۵ قسمت به شرح زیر است:
1. مقدماتی (قسمت اول)
2. تابعیت (قسمت دوم)
3. وظایف و حقوق اساسی (قسمت سوم)
4. بخشنامه‌ها و اصول سیاسی و مسئولیت‌های متقابل مردم و دولت (قسمت چهارم)
5. تغییر ساختار و توزیع قدرت دولت (قسمت پنجم)
6. ریاست‌جمهوری و معاونت رئیس‌جمهور (قسمت ششم)
7. ائتلاف اجرایی (قسمت هفتم)
8. ائتلاف پارلمانی (قسمت هشتم)
9. فدرال روش قانونی (قسمت نهم)
10. مالی فدرال روش (قسمت دهم)
11. قوه قضائیه (قسمت یازدهم)
12. دادستان کل (قسمت دوازدهم)
13. تقسیمات استانی (قسمت سیزدهم)
14. قوه مقننه استانی (بخش چهاردهم)
15. رویه قانونی استان‌ها (قسمت پانزدهم)
16. رویه‌های مالی استانی (قسمت شانزدهم)
17. ریاست اجرایی محلی (قسمت هفدهم)
18. ریاست اجرایی قوه مقننه (قسمت هجدهم)
19. مالی محلی روش (قسمت نوزدهم)
20. روابط متقابل بین فدراسیون‌های استان و در سطوح محلی (قسمت بیستم)
21. کمیسیون تحقیق و تفحص برای سوء استفاده از قدرت (قسمت بیست و یکم)
22. رئیس اداره عالی تفتیش (قسمت بیست و دوم)
23. کمیسیون خدمات عمومی (قسمت بیست و سوم)
24. کمیسیون انتخابات (قسمت بیست و چهارم)
25. کمیسیون ملی حقوق بشر (قسمت بیست و پنجم)
26. کمیسیون منابع ملی، طبیعی و مالی (قسمت بیست و ششم)
27. دیگر کمیسیون‌ها (قسمت بیست و هفتم)
28. تدارک امنیت ملی (قسمت بیست و هشتم)
29. تدارک احزاب سیاسی (قسمت بیست و نهم)
30. برق اضطراری (قسمت سی‌ام)
31. متمم قانون اساسی (قسمت سی و یکم)
32. سایر قوانین متفرقه (بخش سی و دوم)
33. مقررات انتقالی (قسمت سی و سوم)
34. تعاریف و تفاسیر (قسمت سی و چهارم)
35. عناوین کوتاه (بخش سی و پنجم)